# Balikpapan
Balikpapan är en stad på ön Borneo i Indonesien. Den ligger i provinsen Kalimantan Timur och har cirka 650 000 invånare.

## Administrativ indelning
Balikpapan är indelad i fem underdistrikt (kecamatan):
- Balikpapan Barat
- Balikpapan Selatan
- Balikpapan Tengah
- Balikpapan Timur
- Balikpapan Utara